# Nikola Mirotić
Nikola Mirotić   (Podgorica, 11 de febrer de 1991) és un jugador de bàsquet espanyol d'origen montenegrí, que ocupa la posició d'aler pivot.

## Biografia
Va néixer l'11 de febrer de 1991 a Podgorica, llavors a la República Federal Socialista de Iugoslàvia i actualment capital de la república de Montenegro, i mesura 2,09 metres d'estatura. La temporada 2008-09 va jugar amb el segon equip del Reial Madrid, a la Lliga LEB Bronze, tot i que alguna vegada també va entrenar amb el primer equip. Pel seu tipus de joc, se'l compara amb l'estrella alemanya de l'NBA Dirk Nowitzki.

### Reial Madrid
La temporada 2009-10, el Reial Madrid el va cedir al Club Deportivo Maristas Palencia per disputar la Lliga LEB Or.
El març de 2010, el Govern espanyol li va atorgar la nacionalitat espanyola pel procediment de carta de naturalesa, que el va obligar a renunciar a la seva nacionalitat montenegrina.
El juny de 2010 va debutar amb la selecció espanyola, que va disputar l'Eurobasket Sub-20 celebrat a Croàcia, i on el combinat espanyol va assolir la medalla de bronze.
La temporada 2010-11 va ser convocat per l'entrenador del Reial Madrid de bàsquet, Ettore Messina, per formar part del primer equip. Durant els primers mesos de competició, Mirotić tot just estava tenint minuts, que era més o menys el que estava previst, però ràpidament va començar a guanyar-se la confiança de l'entrenador, i va veure incrementat el seu nombre de minuts. Les seves últimes actuacions, especialment les del mes de gener, van començar a ser espectaculars, amb mitjanes a l'altura de grans jugadors, i encara amb bastants menys minuts que els seus companys. El 26 de gener de 2011, Mirotić va anotar 16 punts, amb 4/4 en triples, per 24 de valoració, en 17 minuts contra el Montepaschi Siena. La seva estel·lar aportació va propiciar la victòria blanca a la pista del Siena en Eurolliga, una fortalesa inexpugnable des de feia força temps. Aquesta va ser la definitiva eclosió del jove talent blanc.
El 23 de juny de 2011, va ser triat en primera ronda pels Houston Rockets en el lloc número 23 del Draft de l'NBA del 2011. Els seus drets van ser traspassats als Minnesota Timberwolves i finalment als Chicago Bulls.
El juliol de 2011, es proclamà campió d'Europa sub-20 en l'Eurobasket d'Espanya, aconseguint a més de la medalla d'Or, l'MVP del torneig amb unes mitjanes de 27 punts i 10 rebots per partit, sent el jugador amb major nombre de punts anotats en la història d'un europeu Sub-20. El 19 de febrer de 2012, es proclamà campió de la copa del Rei a Barcelona (disputada al Palau Sant Jordi) amb el Reial Madrid. El 23 de setembre de 2012, fou campió de la Supercopa d'Espanya a Saragossa amb el Reial Madrid.
El 7 de març de 2013, bat el rècord d'encerts en tirs lliures en els 40 minuts reglamentaris d'un partit de Top 16 d'Eurolliga (Zalguiris-Madrid: 104-105), deixant-lo en 16 i trencant la marca que tenia Juan Carlos Navarro amb 14 de 14 tirs lliures. A la pròrroga, Mirotić va anotar els altres dos tirs lliures que va intentar, trencant el rècord total tant de tirs lliures intentats com de convertits, que compartien els croats Davor Kus (amb la Cibona Zagreb, 17 de 17 al desembre de 2006) i Andrija Zizic (Olympiacos BC, 17 de 17, gener de 2006).
El 19 de juny de 2013, es proclamà campió de la seva primera Lliga Endesa amb el Reial Madrid, guanyant el 5è i definitiu partit davant el Regal Barça al Palau d'Esports de la Comunitat de Madrid.

### Etapa a l'NBA
Després d'una temporada 2013-14 en què el seu rendiment va anar de més a menys, tenint una participació en play off a un nivell molt baix, el seu somni de convertir-se en jugador de l'NBA es va veure fet realitat en fitxar pels Chicago Bulls, equip on coincidiria amb Pau Gasol. Després d'una gran temporada va aconseguir quedar segon en la votació per al premi Rookie de l'Any 2015 només queda darrere del guanyador d'aquell any Andrew Wiggins
El 20 de setembre de 2015, es proclamà Campió d'Europa de seleccions amb Espanya, Medalla d'Or al Eurobasket de França 2015, disputat a la localitat de Lilla. També va formar part de la selecció espanyola que va aconseguir la medalla de bronze en les Olimpíades d'estiu de 2016, a Rio de Janeiro.
L'1 de febrer de 2018 va ser traspassat als New Orleans Pelicans a canvi d'Omer Asik, Tony Allen, Jameer Nelson i una futura primera ronda del draft. Amb una plantilla composta pel jugador franquícia Anthony Davis, DeMarcus Cousins, Jrue Holiday i el mateix Mirotić, aconseguirien un balanç positiu de 48-34. La millor ratxa de victòries des que són denominats Pelicans. Amb la sisena plaça garantida i amb Cousins, una de les estrelles de l'equip, lesionat, Mirotić tindria un major protagonisme en Playoffs. Guanyarien als Portland en primera ronda per un clar 4-0. En segona ronda perdrien 4-1 contra els que acabarien sent els guanyadors de l'NBA, els Golden State Warriors.
Després d'un bon inici de la temporada 2018/19 i amb un paper de titular, el 7 de febrer de 2019 fou traspassat als Milwaukee Bucks.

### FC Barcelona
En finalitzar la temporada allà i no haver guanyat l'anell va decidir tornar a l'ACB però aquest cop com a blaugrana. El 6 de juliol de 2019, es fa oficial el seu fitxatge pel Barça de la lliga ACB.
La temporada 2020-21, malgrat patir problemes personals que van afectar el seu rendiment, va arribar amb el Barça a la final de l'Eurolliga (derrota contra l'Efes Pilsen), i va guanyar contra el Reial Madrid la Copa del Rei i la seva primera Lliga ACB amb els blaugrana, essent a més a més triat MVP de la final.